# Elacatinus

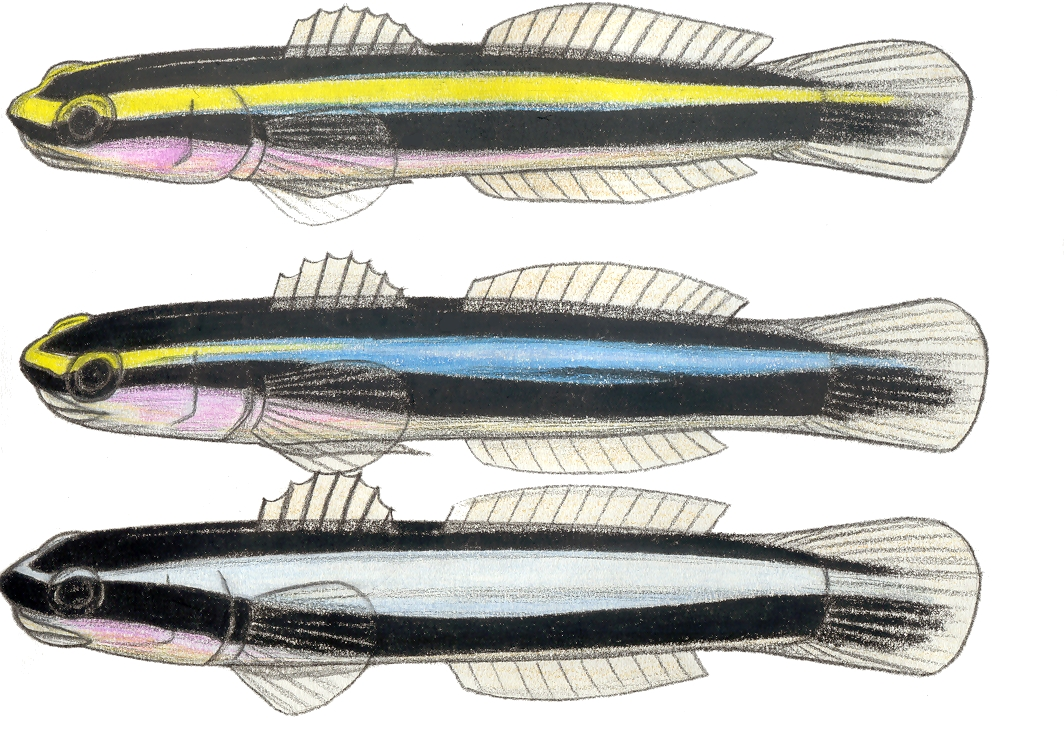
Elacatinus evelynae

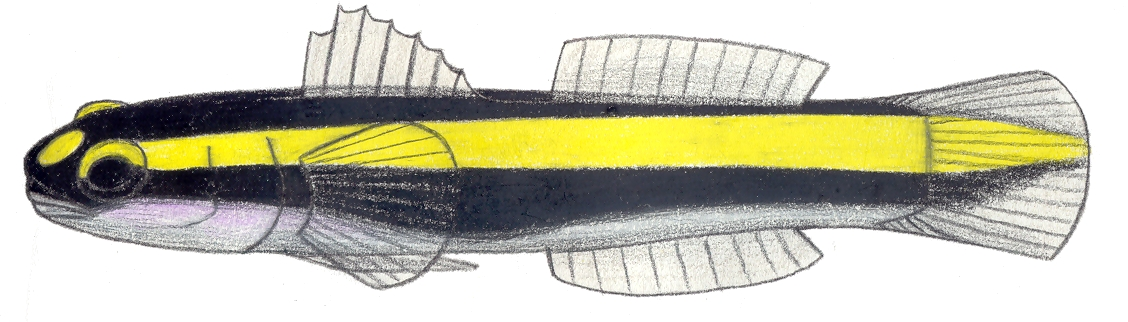
Elacatinus figaro

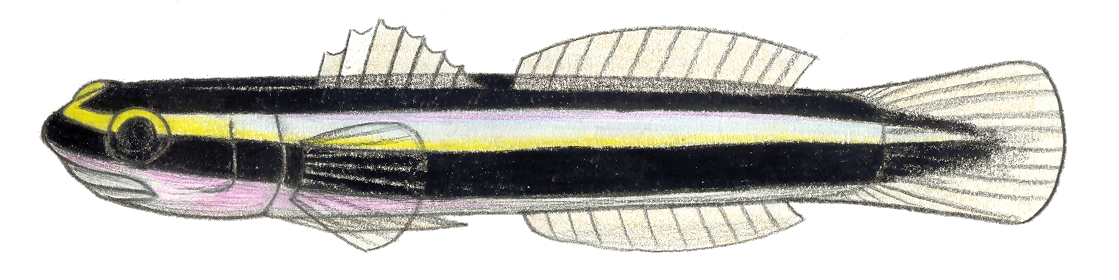
Elacatinus genie

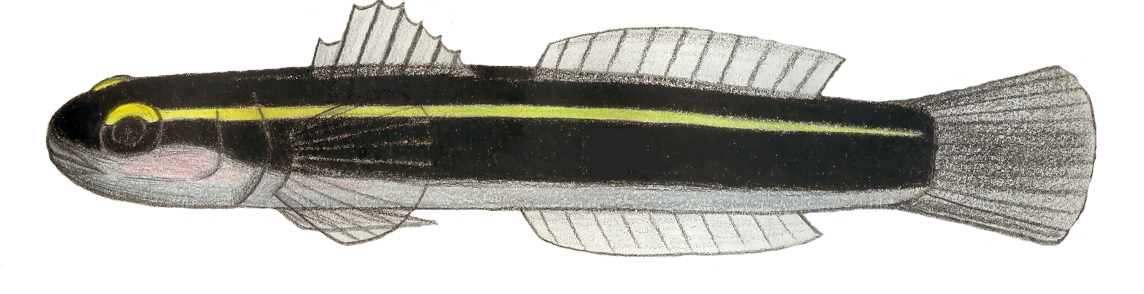
Elacatinus horsti

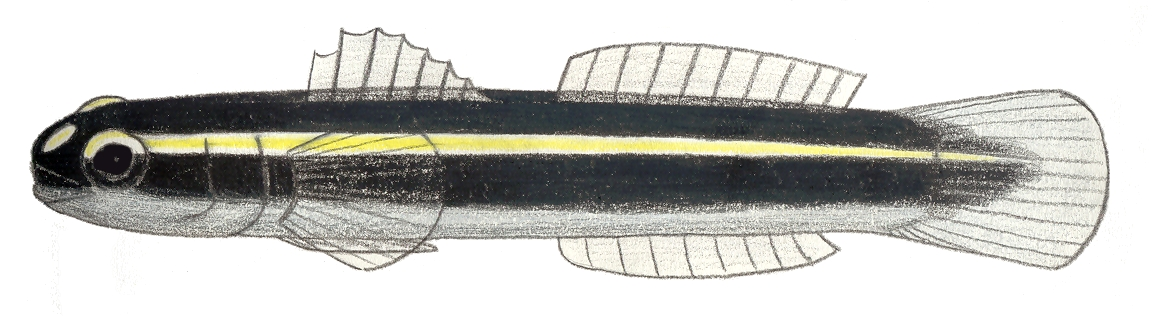
Elacatinus illecebrosus

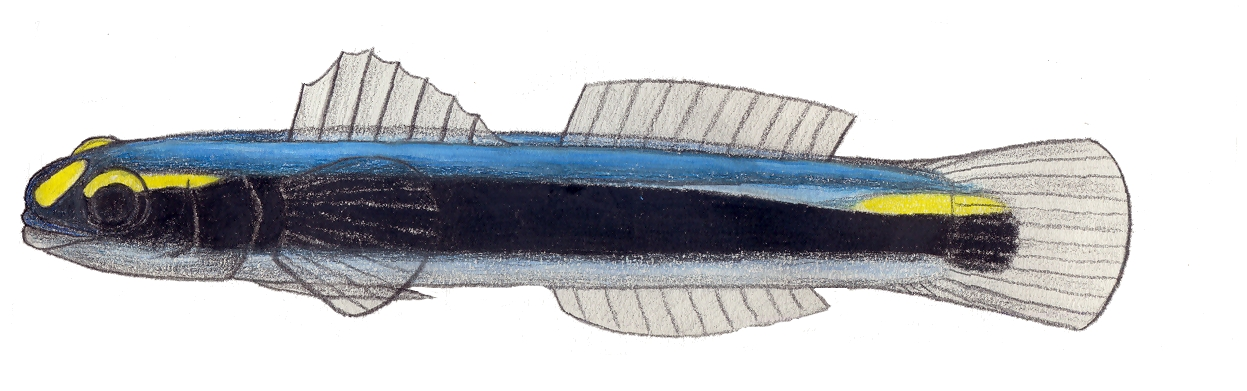
Elacatinus jarocho

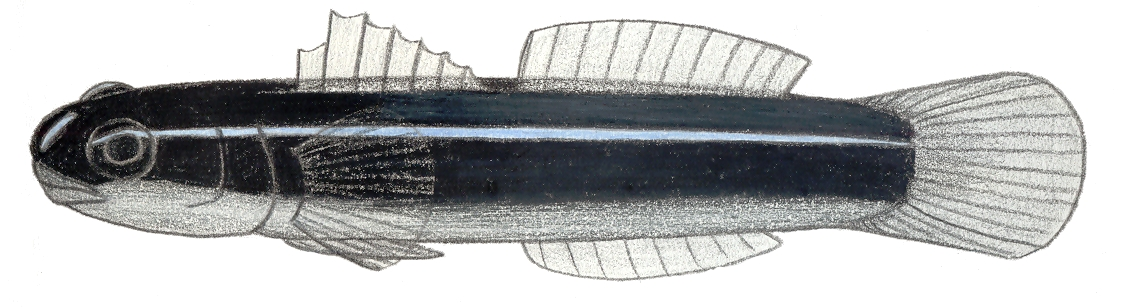
Elacatinus lori

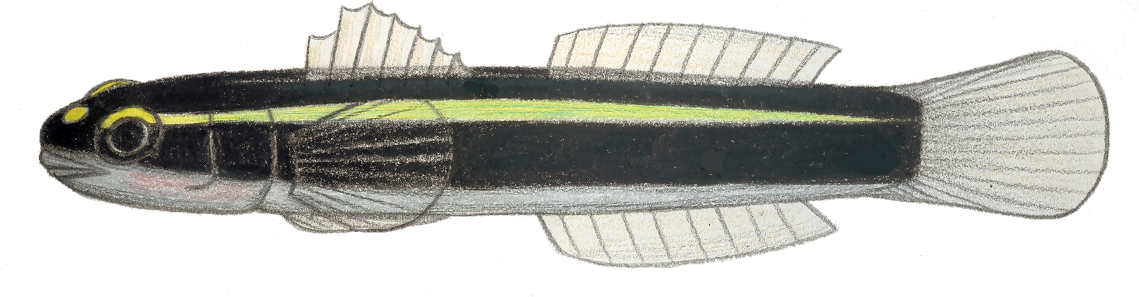
Elacatinus louisae

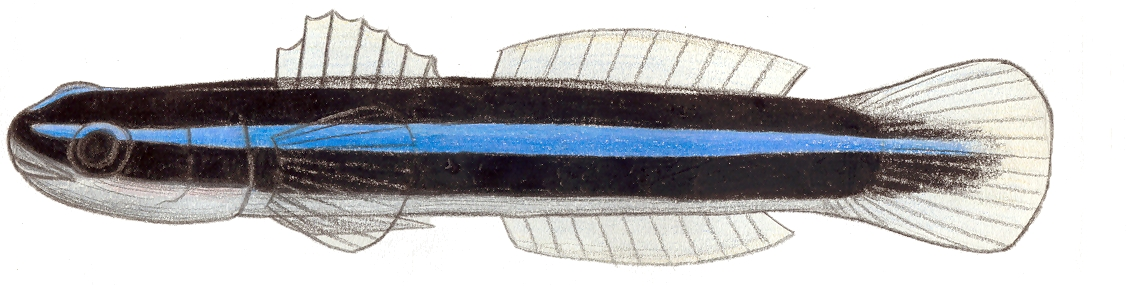
Elacatinus oceanops

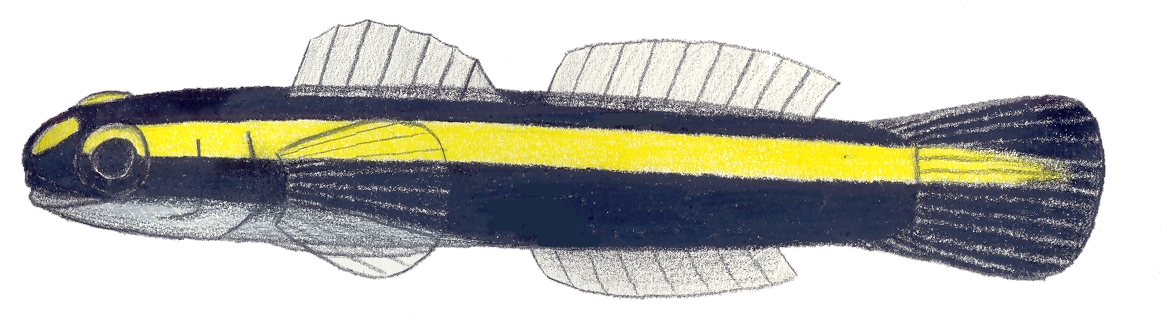
Elacatinus pridisi

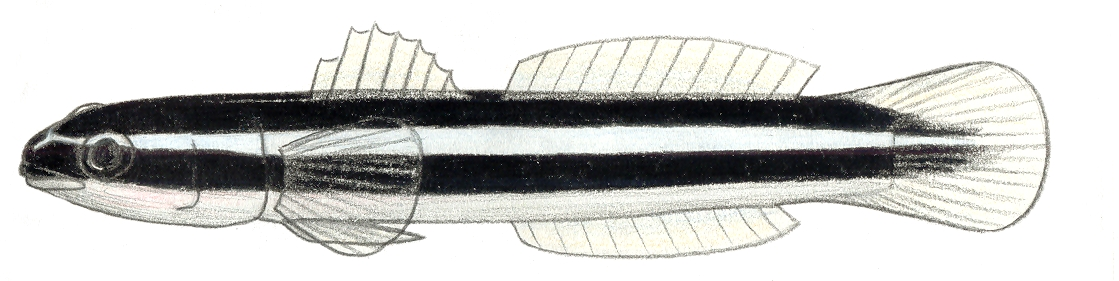
Elacatinus prochilos

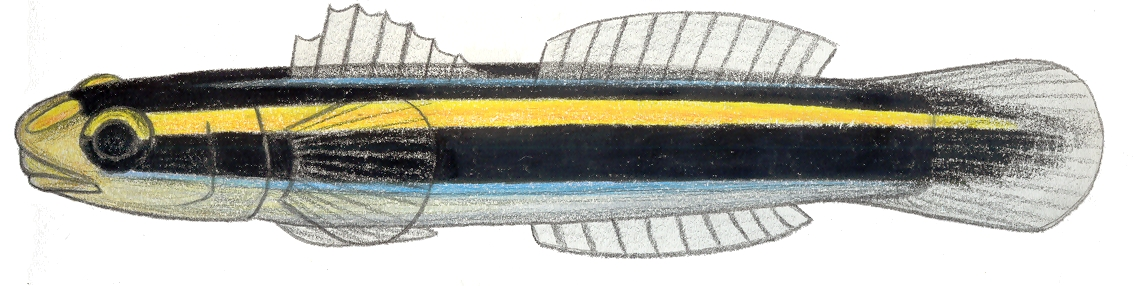
Elacatinus randalli

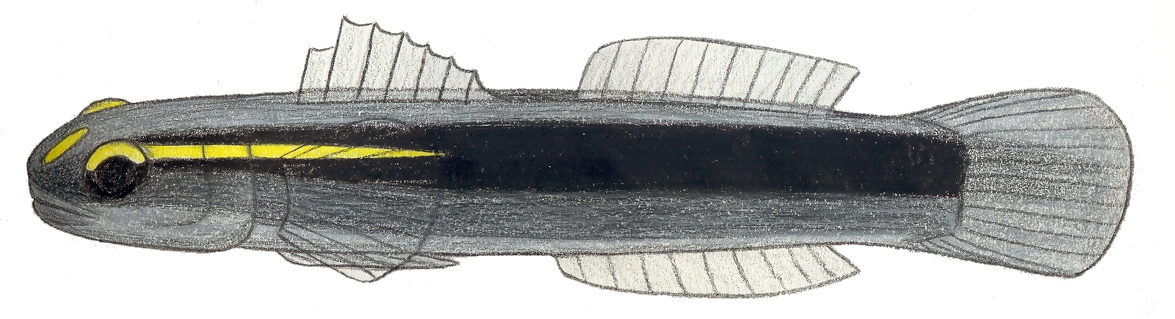
Elacatinus tenox

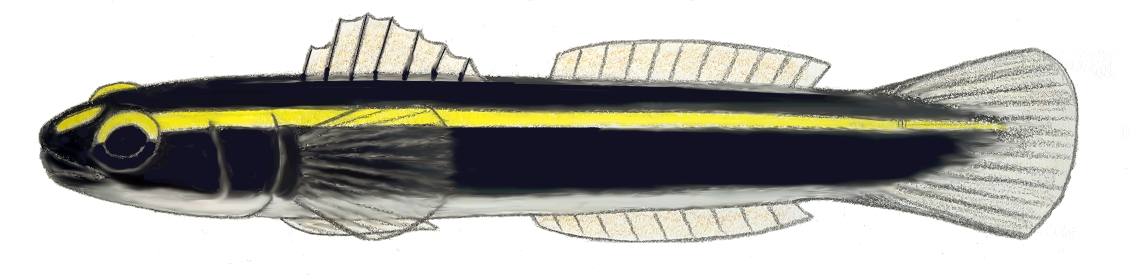
Elacatinus xanthiprora

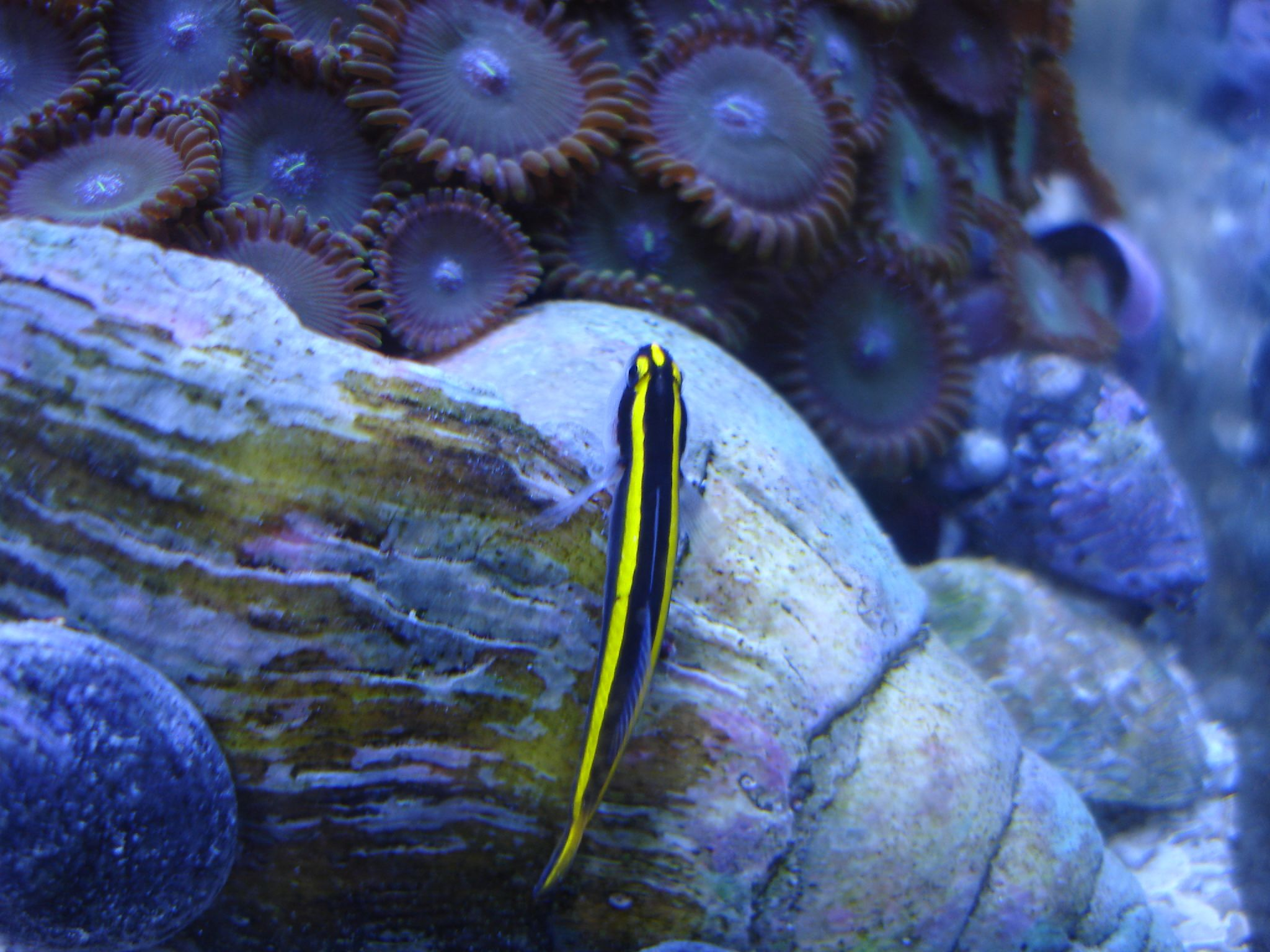
Elacatinus sp.

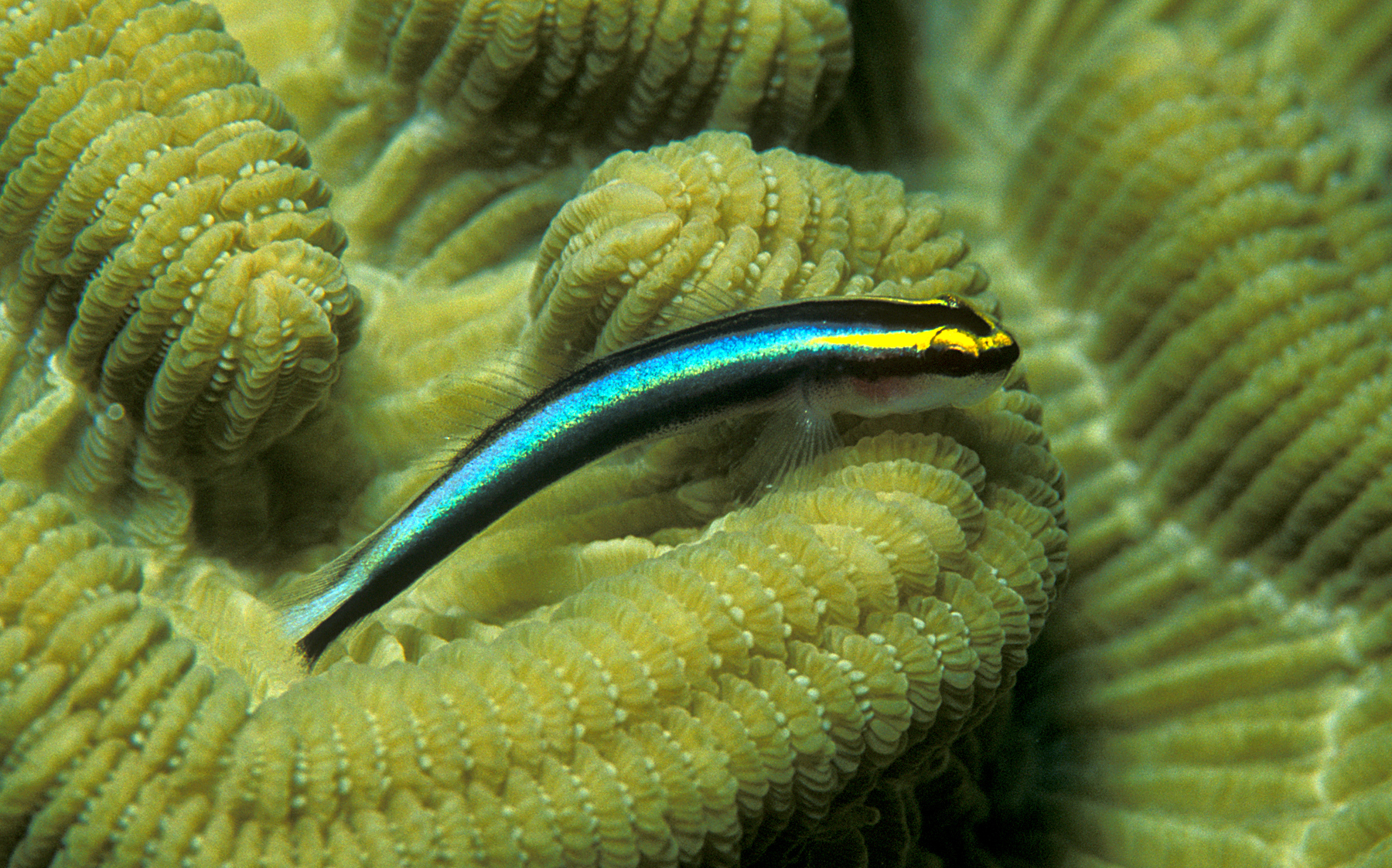
Elacatinus evelynae fotografiat a les Antilles Neerlandeses.

Elacatinus és un gènere de peixos de la família dels gòbids i de l'ordre dels perciformes.

## Distribució geogràfica
Es troba a Amèrica.

## Taxonomia
- Elacatinus atronasus (Böhlke & Robins, 1968)[3]
- Elacatinus chancei (Beebe & Hollister, 1933)[4]
- Elacatinus digueti (Pellegrin, 1901)[5]
- Elacatinus dilepis (Robins & Böhlke, 1964)[6]
- Elacatinus evelynae (Böhlke & Robins, 1968)[3]
- Elacatinus figaro (Sazima, Moura & Rosa, 1997)
- Elacatinus gemmatus (Ginsburg, 1939)[7]
- Elacatinus genie (Böhlke & Robins, 1968)
- Elacatinus horsti (Metzelaar, 1922)[8]
- Elacatinus illecebrosus (Böhlke & Robins, 1968)[3]
- Elacatinus inornatus (Bussing, 1990)
- Elacatinus janssi (Bussing, 1981)[9]
- Elacatinus jarocho (Taylor & Akins, 2007)[10]
- Elacatinus limbaughi (Hoese & Reader, 2001)[11]
- Elacatinus lori (Colin, 2002)[12]
- Elacatinus louisae (Böhlke & Robins, 1968)[3]
- Elacatinus macrodon (Beebe & Tee-Van, 1928)[13]
- Elacatinus multifasciatus (Steindachner, 1876)[14]
- Elacatinus nesiotes (Bussing, 1990)
- Elacatinus oceanops (Jordan, 1904)[15]
- Elacatinus pallens (Ginsburg, 1939)
- Elacatinus phthirophagus (Sazima, Carvalho-Filho & Sazima, 2008)[16]
- Elacatinus pridisi (Guimarães, Gasparini & Rocha, 2004)[17]
- Elacatinus prochilos (Böhlke & Robins, 1968)[3]
- Elacatinus puncticulatus (Ginsburg, 1938)
- Elacatinus randalli (Böhlke & Robins, 1968)[3]
- Elacatinus redimiculus (Taylor & Akins, 2007)[18]
- Elacatinus saucrus (Robins, 1960)
- Elacatinus tenox (Böhlke & Robins, 1968)
- Elacatinus xanthiprora (Böhlke & Robins, 1968)[3]
- Elacatinus zebrellus (Robins, 1958)[19][20][21][22]